# Fettschwanz-Springmäuse
Fettschwanz-Springmäuse (Pygeretmus) sind eine Gattung in der Familie Springmäuse innerhalb der Allactaginae mit drei Arten, die in Kasachstan vorkommen.
- Pygeretmus platyurus lebt in zwei voneinander getrennten Gebieten im westlichen bzw. östlichen Kasachstan.
- Pygeretmus shitkovi  kommt im östlichen Kasachstan vor.
- Der Erdhase (Pygeretmus pumilio) wird gegenwärtig von verschiedenen Autoren zu den Fettschwanz-Springmäusen gerechnet (z. B. von Wilson & Reeder), früher wurde er in eine eigene Gattung (Alactagulus) gestellt (z. B. bei Nowak).[2][1]

## Beschreibung
Die Arten ähneln im allgemeinen Körperbau Wüstenspringmäusen (Jaculus) mit verdicktem Schwanz. Die Kopf-Rumpf-Länge beträgt für P. platyurus 7,5 bis 9,5 cm und für P. shitkovi etwa 10 bis 12 cm. Der Schwanz ist normalerweise etwas länger als der übrige Körper. Wenn das Fettgewebe des Schwanzes völlig entwickelt ist, kann dieser einen Durchmesser von 12 mm haben. Im Gegensatz zu nahe verwandten Springmäusen fehlt dem Schwanz die Quaste. Bei P. platyurus sind die Hinterpfoten etwa 3,0 bis 3,5 cm lang und bei P. shitkovi zirka einen halben Zentimeter länger. Die Hinterpfoten haben fünf Zehen, wobei die beiden äußeren verkümmert sind. Die Fellfarbe ist oberseits sandbraun und am Bauch weißlich.
Fettschwanz-Springmäuse leben in Wüsten und Halbwüsten sowie in anderen Gebieten mit trockener Vegetation. Die Tiere sind nachtaktiv und halten sich am Boden auf. Sie graben nur einfache unterirdische Baue, die bis 20 cm lang sind und bis 15 cm tief liegen. Der Winterschlaf dauert maximal von Oktober bis April. Diese Nagetiere ernähren sich neben Pflanzenteilen von Spinnen und Insekten. Fettschwanz-Springmäuse paaren sich vermutlich nur einmal pro Jahr mit bis zu sechs Nachkommen pro Wurf.
Alle Arten werden von der IUCN als nicht gefährdet gelistet.